# Fritz Behrendt (Unternehmen)
Die Fritz Behrendt OHG ist ein regionales Busunternehmen aus Kloster Lehnin. Das Unternehmen ist im Verkehrsverbund Berlin-Brandenburg
vertreten und fährt Linienverkehr im Raum Lehnin. Außerdem bietet es Reiseverkehr mit Bussen an.
Die Omnibusflotte umfasst gegenwärtig 2 Reise-, 14 Linienbusse, einen Oldtimerbus, sowie einen Busanhänger. Das Unternehmen beschäftigt heute 17 Mitarbeiter.

## Geschichte
Das Unternehmen wurde vor etwa 200 Jahren von der Familie Behrend gegründet. Seit dem Jahr 1810 ist es im Großraum Brandenburg in den Bereichen Schifffahrt, Holz- und Kohlehandel sowie im Lastfuhrbetrieb tätig.
Im Jahr 1953 wurde das Unternehmen in den heutigen Omnibusbetrieb umgewandelt. Dabei begann es in den 50er Jahren, Omnibuslinienverkehr in die damalige Kreisstadt Brandenburg an der Havel anzubieten.
Allerdings musste diese Linie im Rahmen der Zwangsverstaatlichung in der DDR nach einigen Jahren an das damalige staatliche Kraftverkehrsunternehmen abgegeben werden.
Da es dem Busunternehmen zu DDR-Zeiten nicht möglich war, neue Fahrzeuge zu kaufen, wurden unter anderem Reparaturumbauten aus dem Karosseriebau Fritz Fleischer Gera beschafft. Ein Hauptgeschäftszweig stellten Busreisen in die Tschechoslowakei und nach Polen dar. Im Inland wurden Tagesfahrten und die Beförderung russischer Touristen durchgeführt. Außerdem beförderte das Unternehmen Arbeiter zu den „Großbaustellen der Republik“ (DDR). Dabei wurden oft der Flughafen Berlin-Schönefeld, Rheinsberg, Greifswald und Oberwiesenthal bedient. Mehrtagesfahrten wurden nicht angeboten, weil Übernachtungsmöglichkeiten nur dem Deutschen Reisebüro der DDR vorbehalten waren.
Nach der Wende wurde 1992 festgestellt, dass die damalige Zwangsübernahme durch die DDR rechtswidrig war. Ab diesem Zeitpunkt wurde der Fahrzeugbestand modernisiert. Das Unternehmen beschaffte als erstes in Deutschland einen neuzeitlichen Bus-Hänger-Zug (2003, Scania-Hess-Buszug 31).
Heute führt das Unternehmen deutschland- und europaweiten Tages- und Mehrtagesfahrten im Reiseverkehr durch. Neben Schülerfahrten und Linienverkehr ist das Unternehmen auch im Nutzfahrzeughandel tätig.
Seit neuestem bietet die Fritz Behrend OHG auch Stellplätze für größere Fahrzeuge (z. B. Wohnmobile, Boote etc.) auf ihrem Betriebsgelände an.

## Linienübersicht
Fritz Behrendt betreibt innerhalb des Verkehrsverbundes Berlin-Brandenburg folgende Buslinien:
| Linie | Endpunkte             | Verlauf                                    |         |
| ----- | --------------------- | ------------------------------------------ | ------- |
| 550   | Groß Kreutz ↔ Rädel   | Bochow – Damsdorf – Göhlsdorf – Lehnin     |         |
| 554   | Lehnin ↔ Brandenburg  | Damsdorf – Trechwitz – Jeserig – Götz      | PlusBus |
| 556   | Groß Kreutz ↔ Jeserig | Götz – Schenkenberg                        |         |
| 566   | Lehnin                | Busbahnhof – Beelitzer Str. – Waldsiedlung |         |
| 567   | Lehnin ↔ Plötzin      | Damsdorf – Göhlsdorf                       |         |
| 568   | Groß Kreutz ↔ Jeserig | Schmergow – Deetz – Götz                   |         |

### PlusBus
PlusBus Emsterland
Als 7. PlusBus-Linie im Landkreis Potsdam-Mittelmark nahm am 11. Februar 2019 der PlusBus Emsterland den Betrieb auf.